# C7osure (You Like)
A C7osure (You Like) Lil Nas X amerikai rapper dala, amely a hetedik szám volt 2019-es debütáló középlemezén, a 7-ön. A dal producerei Boi-1da és Allen Ritter voltak, míg Abaz és X-Plosive is végeztek rajta utómunkát.

## Háttér
X-Plosive és Abaz német producerek két évvel a dal megjelenése előtt készítették el annak alapját, a fő inspirációjuk hozzá Drake volt.

## Dalszöveg és kompozíció
A dalban Lil Nas X elmondja rajongóinak, hogy soha nem volt egy biztos terve. Desire Thompson (Vibe) azt mondta, hogy a dal üzenete arról szól, hogy az ember „haladjon előre, azoknak a félelmeknek ellenére, hogy mi van a másik oldalon.”
2019. június 30-án, Pride-hónap utolsó napján Lil Nas X azt írta Twitteren, hogy a C7osure dalszövegének témája szexualitása. Ugyanígy posztolta a dal albumborítóját, azzal az üzenettel, hogy azt hitte egyértelművé tette üzenetét. Az egyik kép a 7 albumborítója volt, míg a másikon ráközelít egy toronyra a háttérben, amelyen egy szivárvány látható. Azt mondta, hogy a C7osure lényegében a bejelentése, hogy az LMBT-közösség tagja.

## Közreműködők
- Lil Nas X – előadó
- Boi-1da – producer
- Allen Ritter – producer
- Abaz – további produceri munka
- X-Plosive – további produceri munka
- DJ Riggins – asszisztens hangmérnök
- Jacob Richards – asszisztens hangmérnök
- Mike Seaberg – asszisztens hangmérnök
- Ray Charles Brown, Jr. – felvételi hangmérnök
- Jaycen Joshua – keverés
- Eric Lagg – master

## Slágerlisták
| Slágerlista (2019)                            | Legmagasabb pozíció |
| --------------------------------------------- | ------------------- |
| Litvánia (AGATA)                              | 60                  |
| Új-Zéland Hot Singles (RMNZ)                  | 27                  |
| US Bubbling Under Hot 100 Singles (Billboard) | 14                  |